# Francisco da Rocha Froes
Francisco da Purificação da Rocha Froes OESA (chinesisch 陶來斯; * etwa 1675 in Cochin, Indien oder Spanien; † 30. Juni 1733 oder 1734 in Macau) war ein römisch-katholischer Geistlicher und Bischof.
Purificação trat 1696 in den Orden der Augustiner-Eremiten ein. Am 21. Februar 1725 wurde er zum Bischof von Peking ernannt. Inácio Torres de Souza, Erzbischof von Goa, weihte ihn am 16. Dezember 1725 zum Bischof. Purificação starb sechs Jahre später in Macau.